# Gesneriaceae

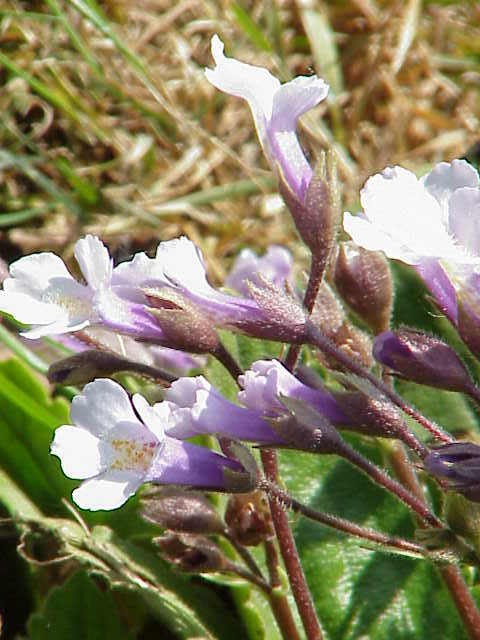
Haberlea rhodopensis

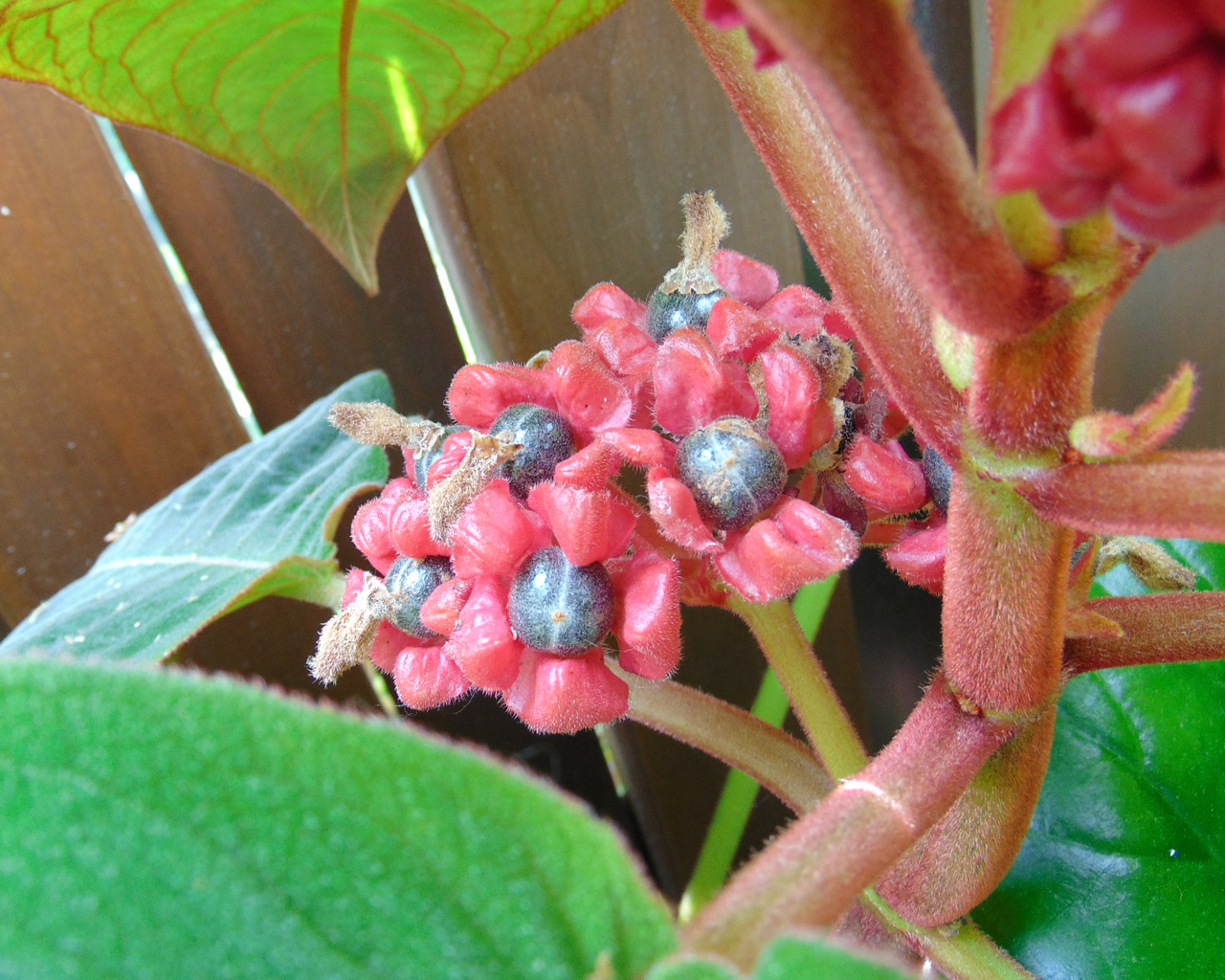
Corytoplectus capitatus

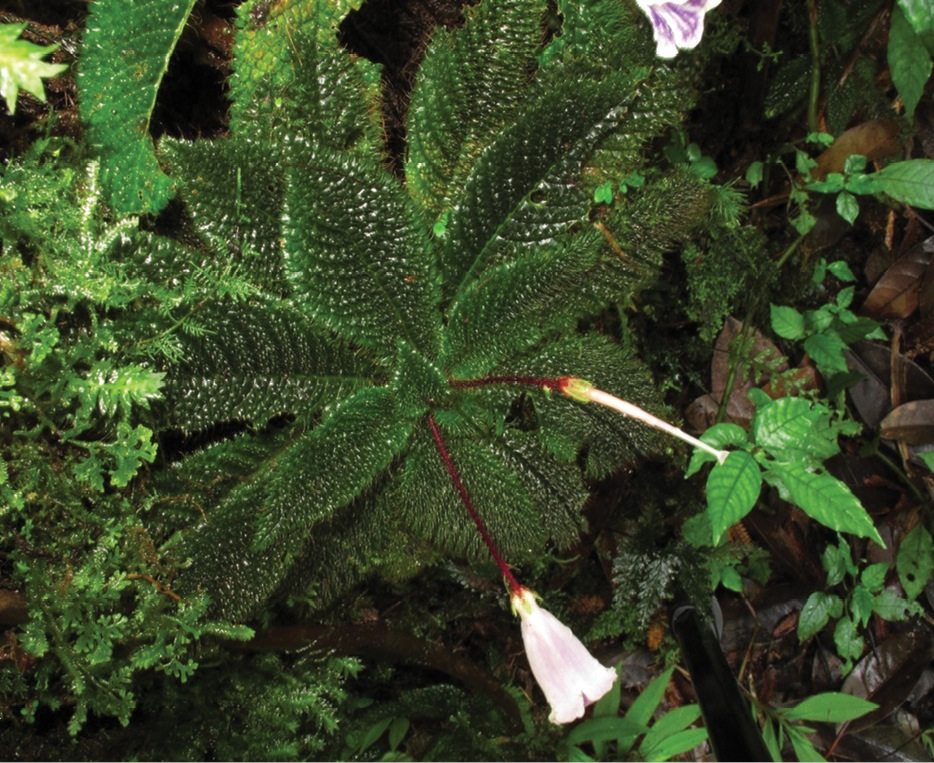
Ridleyandra chuana

Gesneriaceae este o familie de plante cu flori care cuprinde ca. 150 de genuri și ca. 3.300 de specii.

## Genuri
Lista genurilor de plante din familia Gesneriaceae
- Acanthonema
- Achimenes
- Aeschynanthus
- Agalmyla
- Allocheilos
- Alloplectus
- Allostigma
- Alsobia
- Amalophyllon
- Anetanthus
- Anna
- Asteranthera
- Beccarinda
- Bellonia
- Besleria
- Boea
- Boeica
- Briggsia
- Briggsiopsis
- Cathayanthe
- Championia
- Chautemsia
- Chirita
- Chiritopsis
- Chrysothemis
- Cobananthus
- Codonanthe
- Codonanthopsis
- Colpogyne
- Columnea
- Conandron
- Corallodiscus
- Coronanthera
- Corytoplectus
- Crantzia
- Cremersia
- Cremosperma
- Cremospermopsis
- Cyrtandra
- Cyrtandromoea
- Cyrtandropsis
- Dalbergaria
- Deinostigma
- Depanthus
- Diastema
- Didissandra
- Didymocarpus
- Didymostigma
- Drymonia
- Emarhendia
- Episcia
- Epithema
- Eucodonia
- Fieldia
- Gasteranthus
- Gesneria
- Glossoloma
- Gloxinella
- Gloxinia
- Gloxiniopsis
- Goyazia
- Gyrocheilos
- Gyrogyne
- Haberlea
- Hemiboea
- Hemiboeopsis
- Henckelia
- Heppiella
- Hexatheca
- Hovanella
- Hypocyrta
- Jancaea
- Jerdonia
- Kaisupeea
- Kohleria
- Lampadaria
- Lembocarpus
- Leptoboea
- Litostigma
- Loxonia
- Loxostigma
- Lysionotus
- Mandirola
- Metapetrocosmea
- Mitraria
- Monophyllaea
- Monopyle
- Moussonia
- Napeanthus
- Nautilocalyx
- Negria
- Nematanthus
- Neomortonia
- Niphaea
- Nodonema
- Nomopyle
- Oerstedina
- Orchadocarpa
- Oreocharis
- Ornithoboea
- Paliavana
- Paraboea
- Paradrymonia
- Pearcea
- Pentadenia
- Petrocodon
- Petrocosmea
- Pheidonocarpa
- Phinaea
- Phylloboea
- Platystemma
- Primulina
- Pseudochirita
- Ramonda
- Raphiocarpus
- Reldia
- Resia
- Rhabdothamnopsis
- Rhabdothamnus
- Rhoogeton
- Rhynchoglossum
- Rhynchotechum
- Rhytidophyllum
- Ridleyandra
- Rufodorsia
- Saintpaulia
- Sanango
- Sarmienta
- Schizoboea
- Seemannia
- Senyumia
- Sepikaea
- Sinningia
- Smithiantha
- Solenophora
- Spelaeanthus
- Sphaerorrhiza
- Stauranthera
- Streptocarpus
- Tetraphyllum
- Titanotrichum
- Trachystigma
- Trichosporum
- Trisepalum
- Tylopsacas
- Vanhouttea
- Wentsaiboea
- Whytockia